# Westerwälder Schauinsland
Die Monatsschrift Westerwälder Schauinsland war eine Publikation des Westerwald-Vereins, die ab 1908 erschien und ab dem 1. Juni 1938 in Der Westerwald – Heimatzeitschrift für Volkstum und Wandern umbenannt wurde.
1938 erschien die Vereinsschrift beim Westerwälder Volksblatt in Hachenburg, wo sie auch gedruckt wurde.